# 우한 바이러스 연구소
중국과학원 우한 바이러스 연구소(중국어 정체자: 中國科學院武漢病毒硏究所, 간체자: 中国科学院武汉病毒研究所, 병음: Zhōngguó Kēxuéyuàn Wǔhàn Bìngdú Yánjiūsuǒ, 영어: Wuhan Institute of Virology, WIV)는 중화인민공화국 후베이성 우한시에 있는 중국과학원 산하 바이러스학 연구소이다. 1956년 설립되었으며, 중화인민공화국 국가중점실험실로 지정되어 있다.

## 코로나19
코로나19 범유행의 감염원으로 의혹받고 있다. 발병 시작이라는 우한화난수산물도매시장이 우한 CDC에서 불과 280 m 떨어져 있어서다. 그리고 우한화난수산물도매시장에서 12 km 떨어진 곳에 우한 바이러스 연구소가 있다. 우한 CDC와 우한 바이러스 연구소는 감염병을 연구하는 국가시설이다.
치명적인 에볼라나 마르부르크병 같은 경우에도 미국의 BSL-4 연구소에서 유출된 적이 있다. 미국 보건당국에 따르면 2015년까지 6년 동안 실험실 안전 위반 횟수는 749건을 기록했다. 실제로 2004년 베이징에 있는 중국 국립 바이러스 연구소에서 일어난 사고로 여러 명이 사스에 걸리기도 했다.
중국은 과거 사스 때문에 큰 난리가 났었고, 이에 대응해 사스 연구에 많은 투자를 했다. 다른 나라들은 사스 연구에 적극적이지 않다. 그래서 사스 연구는 중국 유일의, 가장 안전도가 높은 BSL-4 실험실이 있는 우한바이러스연구소에서 하고 있다. 물론 다른 연구소에서도 연구중이다. 우한바이러스연구소의 감염병 연구팀장인 스정리 박사는 사스 연구의 세계적인 권위자다.
문제가 있다면, 우한바이러스연구소는 중국 유일의, 가장 안전도가 높은 BSL-4 실험실이 있다. 따라서, 군사용 생물무기 연구소로도 사용되고 있다. 중국 유일의 BSL-4 실험실이기 때문이다. 중국군은 천웨이 소장(한국의 준장)이 사스 연구로 세계적인 권위자다. 한국도 충북 청주의 질병관리본부에 국내 유일의 BSL-4 실험실이 있는데, 국방부와 업무제휴협정을 체결해, 군사용 실험도 거기서 하고 있다. 그래서, 우한바이러스연구소에서 중국군이 생물무기를 만들었다가 유출이 된 게 아니냐는 의심을 받고 있다. 옌리멍 박사가 생물무기라고 주장하고 있다.

## 기타
세계 최고 위험등급인 BSL-4 실험실이 설치되었다. 중국에서는 유일하다.

## 같이 보기
- 에코헬스 얼라이언스
- 옌리멍
- 스정리
- 천웨이